# الاتحاد العالمي للمنظمات الهندسية
الاتحاد العالمي للمنظمات الهندسية ( بالإنجليزية : World Federation of Engineering Organizations ؛ WFEO ) هي منظمة دولية غير حكومية تمثل مهنة الهندسة في جميع أنحاء العالم، وهي واحدةٌ من عدة وكالات تابعة للأمم المتحدة متخصصة في العلوم الهندسية، وقد أُنشئت في 4 مارس 1968.
تأسست من قبل مجموعة من المنظمات الهندسية، تحت رعاية منظمة الأمم المتحدة للتربية والعلم والثقافة ( اليونسكو ) في باريس ، وهي منظمة دولية غير حكومية تضم منظمات هندسية وطنية من أكثر من 90 دولة وتمثل البعض 30 مليون مهندس من جميع أنحاء العالم.
تم إدراجها في منظومة الأمم المتحدة كمنظمة غير حكومية تحت مركز الارتباط مع اليونسكو ، وتشارك في أعمال هيئاتها الرئيسية، ولا سيما داخل المجلس الاقتصادي والاجتماعي للأمم المتحدة ، ووكالاته المتخصصة، بما في ذلك منظمة الأمم المتحدة للتنمية الصناعية ، برنامج الأمم المتحدة للبيئة ، واليونسكو.

## التاريخ
في 4 مارس 1968 ، اجتمع ممثلو 50 جمعية علمية وتقنية من جميع أنحاء العالم تحت رعاية منظمة الأمم المتحدة للتربية والعلم والثقافة (اليونسكو) في باريس لإنشاء الاتحاد العالمي للمنظمات الهندسية (WFEO) ، وهدفها كمنظمة دولية غير حكومية هو توحيد الجمعيات الهندسية متعددة التخصصات في جميع أنحاء العالم.

## الهيكلية
الهيئة الإدارية للاتحاد العالمي للمنظمات الهندسية هي الجمعية العامة. بين اجتماعات الجمعية العمومية، يدير المجلس التنفيذي شؤون الاتحاد. يتم التعامل مع أعمال الاتحاد من قبل المجلس التنفيذي، بدعم من المدير التنفيذي. الإجراءات التي تتخذها الجمعية العامة أو المجلس التنفيذي أو المجلس التنفيذي هي بأغلبية الأصوات.

### اللجان الفنية الدائمة
- مكافحة الفساد
- إدارة مخاطر الكوارث
- التعليم الهندسي
- الطاقة
- التواصل المعلوماتي
- الهندسة والبيئة
- بناء القدرات الهندسية
- الهندسة والتقنيات المبتكرة
- المرأة في الهندسة
- المهندسين الشباب قادة المستقبل

### المؤتمرات
يجتمع أعضاء الإدارية للاتحاد العالمي للمنظمات الهندسية كل عامين في الجمعية العامة وكل عام في المجلس التنفيذي واجتماعات اللجان الفنية المتخصصة. وتعقد هذه الاجتماعات في نفس الوقت الذي يعقد فيه مؤتمر مواضيعي. عادة ما تعقد هذه المؤتمرات في نوفمبر.

### الرؤساء
يتم انتخاب رئيس الاتحاد العالمي للمنظمات الهندسية من قبل الجمعية العامة لمدة سنتين.
| الاسم               | البلد/المنطقة    | مدّة الخدمة | ملاحظات |
| ------------------- | ---------------- | ---------- | ------- |
| إريك تشويسي         | سويسرا           | 1968-1974  |         |
| الصادق بن جمعة      | تونس             | 1975-1986  |         |
| إيه يو إيشلينسكي    | الاتحاد السوفيتي | 1986-1991  |         |
| وليام جيه كارول     | الولايات المتحدة | 1991-1995  |         |
| كونرادو باور        | الأرجنتين        | 1995-1999  |         |
| خوسيه ميديم         | إسبانيا          | 1999-2003  |         |
| داتو لي يي تشيونغ   | ماليزيا          | 2003-2005  |         |
| كمال العيادي        | تونس             | 2005-2007  |         |
| باري جرير           | أستراليا         | 2007-2009  |         |
| ماريا برييتو لافارج | إسبانيا          | 2009-2011  |         |
| عادل الخرافي        | الكويت           | 2011-2013  |         |
| مروان عبد الحميد    | فلسطين           | 2013-2015  |         |
| خورخي سبيتالنيك     | البرازيل         | 2015-2017  |         |
| مارلين كانجا        | أستراليا         | 2017-2019  |         |
| قونغ كه             | الصين            | 2019-2021  |         |

## أعضاء دوليون
- مجلس مهندسي الكومنولث (CEC)
- الرابطة الهندسية لدول البحر الأبيض المتوسط (EAMC)
- اتحاد المهندسين العرب (FAE)
- اتحاد منظمات الهندسة الأفريقية (FAEO)
- الاتحاد الاوروبي للجمعيات الوطنية الهندسية (FEANI)
- اتحاد المنظمات الهندسية في آسيا والمحيط الهادئ (FEIAP)
- الاتحاد الدولي للهندسة الطبية والبيولوجية (IFMBE)
- الاتحاد الدولي لهندسة البلديات (IFME)
- اتحاد المؤسسات الهندسية لجنوب ووسط آسيا (FEISCA)
- الاتحاد الأمريكي للجمعيات الهندسية (UPADI)
- اتحاد الجمعيات العلمية والهندسية (USEA)
- المجلس العالمي للمهندسين المدنيين (WCCE)

## وصلات خارجية
- الموقع الرئيسي الاتحاد العالمي للمنظمات الهندسية باللغة الإنجليزية